# Accettatore di officina
L'accettatore di officina è una persona impiegata nel settore terziario che, presente nelle officine ufficiali dei vari produttori di automobili, si occupa dell'organizzazione del lavoro dell'officina, fissando gli appuntamenti, accogliendo i clienti, mostrando un preventivo scritto prima di cominciare i lavori, e riconsegnando l'auto ai proprietari a lavoro eseguito. Questa figura professionale è molto importante per la concessionaria, perché è a contatto con vecchi e nuovi clienti, ed è il volto della concessionaria per quanto riguarda il post vendita.
Negli anni passati solitamente erano ex meccanici ad essere "promossi" accettatori, ma negli ultimi anni, diminuendo il ricavo dalla vendita delle auto ed aumentando l'importanza del post vendita nei bilanci, si preferiscono figure dinamiche, con spiccate doti commerciali, dinamismo e tanta pazienza per poter trattare con clienti molto diversi tra loro. Una conoscenza tecnica e meccanica è altresì preferita, in modo da spiegare al cliente le lavorazioni con chiarezza. Il saper trattare con le persone invece è la dote più ricercata.
Toyota è stata tra i primi grandi marchi a puntare attenzione ed aspettative su questa figura professionale, capace di garantire, se ben gestita, un alto grado di fidelizzazione del cliente.